# Бамбукова гъба
Бамбуковата гъба (Phallus indusiatus) е вид ядлива гъба от семейство Phallaceae.

## Разпространение
Видът е разпространен в тропическите райони на Южна Азия, Африка, Австралия, Северна и Южна Америка.

## Описание
Плодното тяло на гъбата е с височина до 25 см и преставлява пънче с конусовидна до камбановидна шапка с ширина 1,5 – 4 см, под която виси деликатна дантелена „пола“, достигаща почти до земята. Шапката е покрита със зеленикаво-кафява слуз, която съдържа спори и привлича мухи и други насекоми, които ядат спорите и ги разпръскват.

## Приложение
Използва се като съставка във висшата китайска кухня в комбинация с пържени картофи и пилешки супи. Гъбата, отглеждана за търговски цели и често продавана на азиатските пазари, е богата на протеини, въглехидрати и фибри. Тя също така съдържа различни биоактивни съединения и има антиоксидантни и антимикробни свойства. Употребявана е в китайската медицина, датираща от VII век и присъства в нигерийския фолклор.